# المشرك
المشرك هي قرية مغربية غرب المملكة المغربيَّة. تنتمي المشرك لإقليم سيدي بنور . تضم هذه القرية 14.853 نسمة (إحصاء 2004).